# Liste des cantons de la Savoie

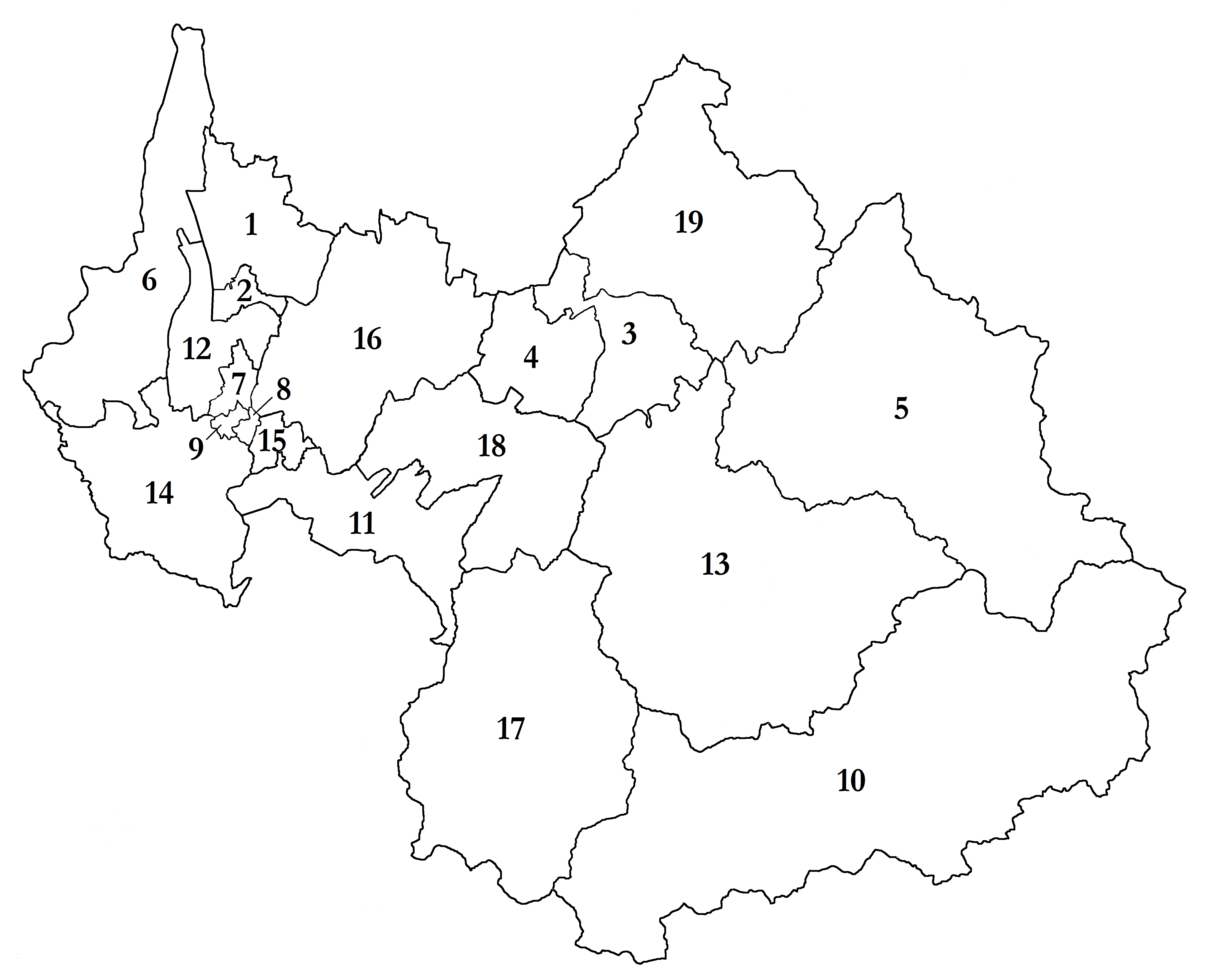

La liste des cantons de la Savoie regroupe les 19 cantons que compte le département français de la Savoie en région Auvergne-Rhône-Alpes.
Ce découpage en 19 cantons fait suite à la loi du 17 mai 2013 relative, entre-autres, à l'élection des conseillers départementaux, et du décret du 27 février 2014 portant délimitation des cantons dans le département de la Savoie.
En vigueur à compter du renouvellement de l'assemblée départementale de 2015, les 19 cantons sont listés ci-après dans leur ordre officiel et alphabétique.
Les 37 anciens cantons existant avant 2015 sont listés à la suite des cantons actuels, selon leurs arrondissements respectifs que sont l'arrondissement d'Albertville, l'arrondissement de Chambéry et l’arrondissement de Saint-Jean-de-Maurienne.

## Liste des cantons à compter de 2015

### Contexte du redécoupage

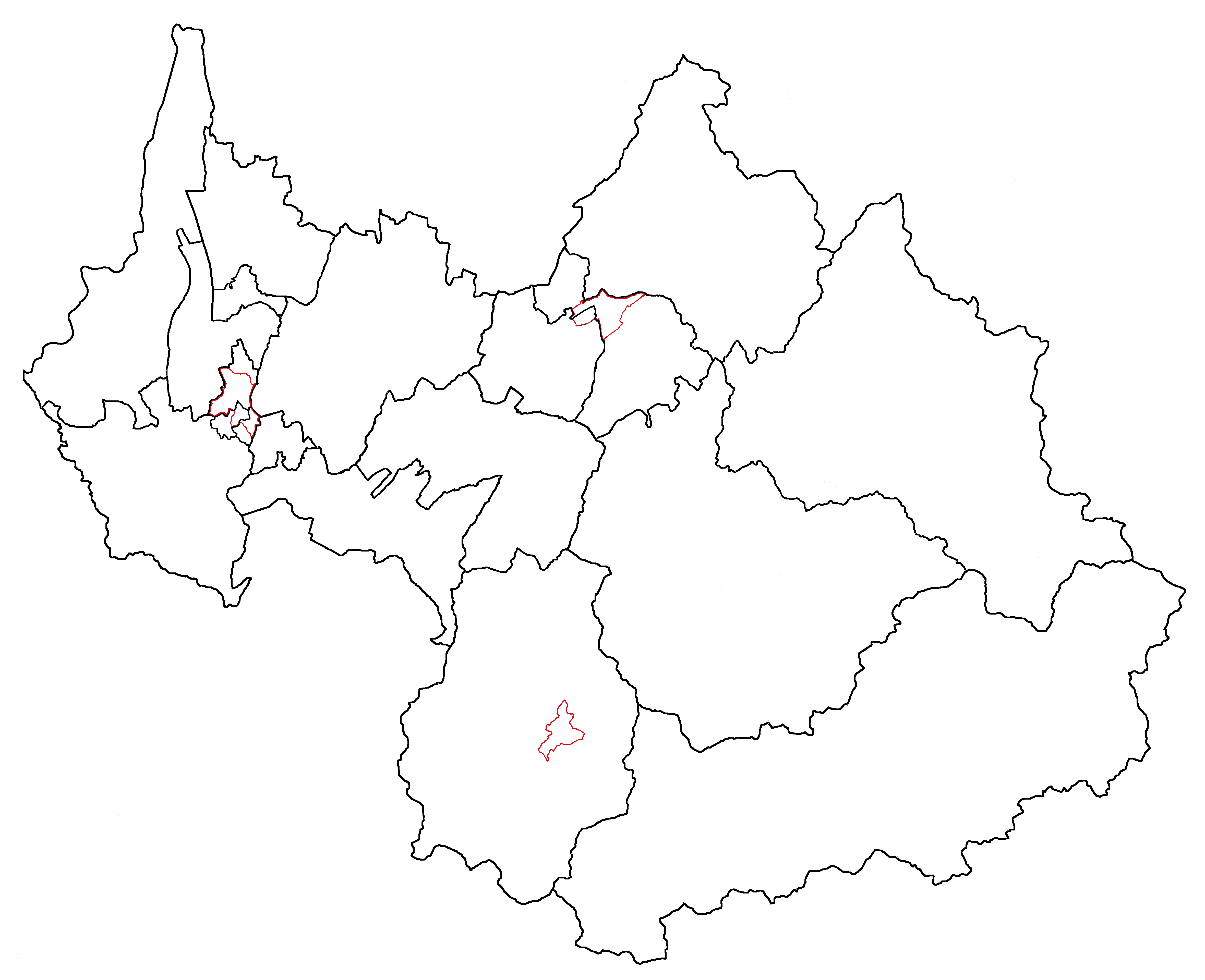
Découpage cantonal du département en 2015 avec en rouge les (sous-)préfectures.

Dans la poursuite de la réforme territoriale engagée en 2010, l'Assemblée nationale adopte définitivement le 17 avril 2013 la réforme du mode de scrutin pour les élections départementales destinée à garantir la parité hommes/femmes. Les lois (loi organique 2013-402 et loi 2013-403) sont promulguées le 17 mai 2013. Un nouveau découpage territorial est défini par décret du 27 février 2014 pour le département de la Savoie. Celui-ci entre en vigueur lors du premier renouvellement général des assemblées départementales suivant la publication du décret, prévu en mars 2015. Les conseillers départementaux sont élus au scrutin majoritaire binominal mixte. Les électeurs de chaque canton éliront au Conseil départemental, nouvelle appellation des Conseils généraux, deux membres de sexe différent, qui se présenteront en binôme de candidats. Les conseillers départementaux seront élus pour 6 ans au scrutin binominal majoritaire à deux tours, l'accès au second tour nécessitant 10 % des inscrits au 1er tour. En outre la totalité des conseillers départementaux est renouvelée.
Ce nouveau mode de scrutin nécessite un redécoupage des cantons dont le nombre est divisé par deux avec arrondi à l'unité impaire supérieure si ce nombre n'est pas entier impair et avec des conditions de seuils minimaux. Dans la Savoie le nombre de cantons passe ainsi de 37 à 19.
Les critères du remodelage cantonal sont les suivants : le territoire de chaque canton doit être défini sur des bases essentiellement démographiques, le territoire de chaque canton doit être continu et les communes de moins de 3 500 habitants sont entièrement comprises dans le même canton. Il n’est fait référence, ni aux limites des arrondissements, ni à celles des circonscriptions législatives.
Conformément à de multiples décisions du Conseil constitutionnel depuis 1985 et notamment sa décision no 2010-618 DC du 9 décembre 2010, il est admis que le principe d’égalité des électeurs au regard des critères démographiques est respecté lorsque le ratio conseiller/habitant de la circonscription est compris dans une fourchette de 20 % de part et d'autre du ratio moyen conseiller/habitant du département. Pour le département de la Savoie, la population de référence est la population légale en vigueur au 1er janvier 2013, à savoir la population millésimée 2010, soit 414 959 habitants. Avec 19 cantons la population moyenne par conseiller départemental est de 21 840 habitants. Ainsi la population de chaque nouveau canton doit-elle être comprise entre 17 472 habitants et 26 208 habitants pour respecter le principe de l'égalité citoyenne au vu des critères démographiques.

### Composition détaillée
| N° | Nom du Canton           | Bureau centralisateur   | Population 2010                 | Écart à la moyenne | Nombre de communes entières | Communes composant le canton | Situation du canton en Savoie |
| -- | ----------------------- | ----------------------- | ------------------------------- | ------------------ | --------------------------- | --- | ----------------------------- |
| 1  | Aix-les-Bains-1         | Aix-les-Bains           | 17 792 + fraction Aix-les-Bains |                    | 9 + fraction Aix-les-Bains  | 1° Les communes suivantes : La Biolle, Brison-Saint-Innocent, Entrelacs, Grésy-sur-Aix, Montcel, Pugny-Chatenod, Saint-Offenge, Saint-Ours, Trévignin. 2° La partie de la commune d'Aix-les-Bains située à l'ouest d'une ligne définie par l'axe des voies et limites suivantes : depuis la limite territoriale de la commune de Tresserve, au droit de l'intersection du chemin Sous-le-Bois et de la montée de la Reine-Victoria, chemin Sous-le-Bois, carrefour Lamartine, boulevard du Maréchal-de-Lattre-de-Tassigny, rue Maryse-Bastié, rue Jean-Mermoz, boulevard Pierpont-Morgan, carrefour des Hôpitaux, avenue Franklin-Roosevelt, jusqu'à la limite territoriale de la commune de Grésy-sur-Aix. Le canton comprend les anciens cantons d'Albens et d'Aix-les-Bains-Nord-Grésy-sur-Aix.                                                       |                               |
| 2  | Aix-les-Bains-2         | Aix-les-Bains           | 5 207 + fraction Aix-les-Bains  |                    | 2 + fraction Aix-les-Bains  | 1° Les communes suivantes : Mouxy, Tresserve. 2° La partie de la commune d'Aix-les-Bains non incluse dans le canton d'Aix-les-Bains-1. Le canton comprend les anciens cantons d'Aix-les-Bains-Centre et d'Aix-les-Bains-Sud. |                               |
| 3  | Albertville-1           | Albertville             | 8 407 + fraction Albertville    | 0                  | 8 + fraction Albertville    | 1° Les communes suivantes : Allondaz, La Bâthie, Cevins, Esserts-Blay, Mercury, Rognaix, Saint-Paul-sur-Isère, Tours-en-Savoie. 2° La partie de la commune d'Albertville située au nord d'une ligne définie par l'axe des voies et limites suivantes : depuis la limite territoriale de la commune de Gilly-sur-Isère, avenue du Général-de-Gaulle (exclue), ligne de chemin de fer jusqu'à la gare (incluse), avenue Jean-Jaurès, pont du Mirantin, avenue du 8-Mai-1945, promenade Édouard-Herriot (incluse), ligne de chemin de fer de la Tarentaise, chemin de la Pierre-du-Roy et son prolongement jusqu'à la limite territoriale de la commune de Grignon. Le canton comprend les anciens cantons d'Albertville-Nord et d'Albertville-Sud. |                               |
| 4  | Albertville-2           | Albertville             | 14 093 + fraction Albertville   |                    | 14 + fraction Albertville   | 1° Les communes suivantes : Bonvillard, Cléry, Frontenex, Gilly-sur-Isère, Grésy-sur-Isère, Grignon, Montailleur, Monthion, Notre-Dame-des-Millières, Plancherine, Saint-Vital, Sainte-Hélène-sur-Isère, Tournon, Verrens-Arvey. 2° La partie de la commune d'Albertville non incluse dans le canton d'Albertville-1. Le canton comprend les anciens cantons d'Albertville-Sud et de Grésy-sur-Isère. |                               |
| 5  | Bourg-Saint-Maurice     | Bourg-Saint-Maurice     | 25 709                          | 1,18               | 12                          | Aime-la-Plagne, Bourg-Saint-Maurice, Les Chapelles, Landry, Montvalezan, La Plagne-Tarentaise, Peisey-Nancroix, Sainte-Foy-Tarentaise, Séez, Tignes, Val-d'Isère, Villaroger. Le canton comprend les anciens cantons d'Aime et de Bourg-Saint-Maurice. |                               |
| 6  | Bugey savoyard          | Yenne                   | 18 747                          | 0,86               | 30                          | Avressieux, La Balme, Billième, Champagneux, Chanaz, La Chapelle-Saint-Martin, Chindrieux, Conjux, Gerbaix, Jongieux, Loisieux, Lucey, Marcieux, Meyrieux-Trouet, Motz, Novalaise, Ontex, Rochefort, Ruffieux, Saint-Genix-les-Villages, Saint-Jean-de-Chevelu, Saint-Paul, Saint-Pierre-d'Alvey, Saint-Pierre-de-Curtille, Sainte-Marie-d'Alvey, Serrières-en-Chautagne, Traize, Verthemex, Vions, Yenne. Le canton comprend les anciens cantons de Ruffieux, de Saint-Genix-sur-Guiers et de Yenne. |                               |
| 7  | Chambéry-1              | Chambéry                | 1 510 + fraction Chambéry       |                    | 1 + fraction Chambéry       | 1° Les communes suivantes : Sonnaz. 2° La partie de la commune de Chambéry située au nord d'une ligne définie par l'axe des voies et limites suivantes : depuis la limite territoriale de la commune de Cognin, avenue du Repos, avenue des Chevaliers-Tireurs, cours de l'Hyères, échangeur de la Boisse, route départementale 911a, avenue de la Boisse, ligne droite perpendiculaire à l'avenue de la Boisse tracée au niveau de l'extrémité du chemin de la Rotonde, chemin de la Rotonde, rue du Docteur-Vernier, chemin de la Cassine, avenue d'Aix-les-Bains, incluse jusqu'à la ligne droite perpendiculaire à cette avenue tracée au niveau de l'extrémité de la rue de la Bionne, jusqu'à la limite territoriale de la commune de Bassens. Le canton comprend les anciens cantons de Chambéry-Nord, de Chambéry-Est et de Chambéry-Sud-Ouest.  |                               |
| 8  | Chambéry-2              | Chambéry                | 3 968 + fraction Chambéry       |                    | 1 + fraction Chambéry       | 1° Les communes suivantes : Jacob-Bellecombette. 2° La partie de la commune de Chambéry située à l'est d'une ligne définie par l'axe des voies et limites suivantes : depuis la limite territoriale de la commune de Bassens, avenue d'Aix-les-Bains (exclue depuis le niveau de la ligne droite tracée depuis l'extrémité de la rue de la Bionne), avenue d'Aix-les-Bains, boulevard de Lemenc, rue Saint-François-de-Salles, rue Victor-Hugo, boulevard du Théâtre, place des Eléphants, rue de Boigne, rue Favre, place du 8-Mai-1945, place de l'Hôtel-de-Ville, rue Bonivard, rue de la Trésorerie, faubourg Maché, place Saint-Pierre-de-Maché, avenue de Lyon, montée Saint-Sébastien, jusqu'à la limite territoriale de la commune de Jacob-Bellecombette. Le canton comprend les anciens cantons de Chambéry-Sud, de Chambéry-Est et de Cognin. |                               |
| 9  | Chambéry-3              | Chambéry                | 5 913 + fraction Chambéry       |                    | 1 + fraction Chambéry       | 1° Les communes suivantes : Cognin. 2° La partie de la commune de Chambéry non incluse dans les cantons de Chambéry-1 et de Chambéry-2. Le canton comprend les anciens cantons de Chambéry-Sud-Ouest et de Cognin. |                               |
| 10 | Modane                  | Modane                  | 15 024                          | 0,69               | 16                          | Aussois, Avrieux, Bessans, Bonneval-sur-Arc, Fourneaux, Freney, Modane, Orelle, Saint-André, Saint-Martin-d'Arc, Saint-Martin-de-la-Porte, Saint-Michel-de-Maurienne, Val-Cenis, Valloire, Valmeinier, Villarodin-Bourget. Le canton comprend les anciens cantons de Lanslebourg-Mont-Cenis, de Modane et de Saint-Michel-de-Maurienne. |                               |
| 11 | Montmélian              | Montmélian              | 23 089                          | 1,06               | 27                          | Apremont, Arbin, Arvillard, Bourget-en-Huile, La Chapelle-Blanche, La Chavanne, Chignin, La Croix-de-la-Rochette, Détrier, Laissaud, Les Mollettes, Montmélian, Myans, Planaise, Le Pontet, Porte-de-Savoie, Presle,Rotherens, Saint-Pierre-de-Soucy, Sainte-Hélène-du-Lac, La Table, La Trinité, Valgelon-La Rochette,, Le Verneil, Villard-d'Héry, Villard-Sallet, Villaroux. Le canton comprend les anciens cantons de Montmélian et de La Rochette. |                               |
| 12 | La Motte-Servolex       | La Motte-Servolex       | 23 837                          | 1,09               | 8                           | Bourdeau, Le Bourget-du-Lac, La Chapelle-du-Mont-du-Chat, Drumettaz-Clarafond, Méry, La Motte-Servolex, Viviers-du-Lac, Voglans. Le canton comprend les anciens cantons d'Aix-les-Bains-Sud et de La Motte-Servolex. |                               |
| 13 | Moûtiers                | Moûtiers                | 26 158                          | 1,2                | 18                          | Les Allues, Les Avanchers-Valmorel, Les Belleville, Bozel, Brides-les-Bains, Champagny-en-Vanoise, Courchevel, Fontaine-le-Puits, Grand-Aigueblanche, Hautecour, La Léchère, Montagny, Moûtiers, Notre-Dame-du-Pré, Planay, Pralognan-la-Vanoise, Saint-Marcel, Salins-Fontaine. Le canton comprend les anciens cantons de Bozel et de Moûtiers. |                               |
| 14 | Le Pont-de-Beauvoisin   | Le Pont-de-Beauvoisin   | 19 444                          | 0,89               | 27                          | Aiguebelette-le-Lac, Attignat-Oncin, Ayn, La Bauche, Belmont-Tramonet, La Bridoire, Corbel, Domessin, Dullin, Les Échelles, Entremont-le-Vieux, Lépin-le-Lac, Montagnole, Nances, Le Pont-de-Beauvoisin, Saint-Alban-de-Montbel, Saint-Béron, Saint-Cassin, Saint-Christophe, Saint-Franc, Saint-Jean-de-Couz, Saint-Pierre-d'Entremont, Saint-Pierre-de-Genebroz, Saint-Sulpice, Saint-Thibaud-de-Couz, Verel-de-Montbel, Vimines. Le canton comprend les anciens cantons des Échelles, du Pont-de-Beauvoisin et de Cognin. |                               |
| 15 | La Ravoire              | La Ravoire              | 21 511                          | 0,98               | 5                           | Barberaz, Challes-les-Eaux, La Ravoire, Saint-Baldoph, Saint-Jeoire-Prieuré. Le canton reste inchangé. |                               |
| 16 | Saint-Alban-Leysse      | Saint-Alban-Leysse      | 22 043                          | 1,01               | 24                          | Aillon-le-Jeune, Aillon-le-Vieux, Arith, Barby, Bassens, Bellecombe-en-Bauges, Le Châtelard, La Compôte, Curienne, Les Déserts, Doucy-en-Bauges, École, Jarsy, Lescheraines, La Motte-en-Bauges, Le Noyer, Puygros, Saint-Alban-Leysse, Saint-François-de-Sales, Saint-Jean-d'Arvey, Sainte-Reine, Thoiry, La Thuile, Verel-Pragondran. Le canton comprend les anciens cantons du Châtelard, de Saint-Alban-Leysse et de Saint-Pierre-d'Albigny. |                               |
| 17 | Saint-Jean-de-Maurienne | Saint-Jean-de-Maurienne | 22 748                          | 1,04               | 26                          | Albiez-le-Jeune, Albiez-Montrond, La Chambre, La Chapelle, Les Chavannes-en-Maurienne, Fontcouverte-la-Toussuire, Jarrier, Montricher-Albanne, Montvernier, Notre-Dame-du-Cruet, La Tour-en-Maurienne, Saint-Alban-des-Villards, Saint-Avre, Saint-Colomban-des-Villards, Saint-Étienne-de-Cuines, Saint-François-Longchamp, Saint-Jean-d'Arves, Saint-Jean-de-Maurienne, Saint-Julien-Mont-Denis, Saint-Martin-sur-la-Chambre, Saint-Pancrace, Saint-Rémy-de-Maurienne, Saint-Sorlin-d'Arves, Sainte-Marie-de-Cuines, Villarembert, Villargondran. Le canton comprend les anciens cantons de La Chambre et de Saint-Jean-de-Maurienne. |                               |
| 18 | Saint-Pierre-d'Albigny  | Saint-Pierre-d'Albigny  | 18 140                          | 0,83               | 25                          | Aiton, Argentine, Betton-Bettonet, Bonvillaret, Bourgneuf, Chamousset, Chamoux-sur-Gelon, Champ-Laurent, Châteauneuf, Coise-Saint-Jean-Pied-Gauthier, Cruet, Épierre, Fréterive, Hauteville, Montendry, Montgilbert, Montsapey, Saint-Alban-des-Hurtières, Saint-Georges-des-Hurtières, Saint-Jean-de-la-Porte, Saint-Léger, Saint-Pierre-d'Albigny, Saint-Pierre-de-Belleville, Val-d'Arc, Villard-Léger. Le canton comprend les anciens cantons d'Aiguebelle, de Chamoux-sur-Gelon et de Saint-Pierre-d'Albigny. |                               |
| 19 | Ugine                   | Ugine                   | 17 651                          | 0,81               | 16                          | Beaufort, Césarches, Cohennoz, Crest-Voland, Flumet, La Giettaz, Hauteluce, Marthod, Notre-Dame-de-Bellecombe, Pallud, Queige, Saint-Nicolas-la-Chapelle, Thénésol, Ugine, Venthon, Villard-sur-Doron. Le canton comprend les anciens cantons d'Albertville-Nord, de Beaufort-sur-Doron et d'Ugine. |                               |
|    |                         |                         | 414 959                         |                    | 304                         | |                               |

### Répartition par arrondissement
Contrairement à l'ancien découpage où chaque canton était inclus à l'intérieur d'un seul arrondissement, le nouveau découpage territorial s'affranchit des limites des arrondissements. Certains cantons peuvent être composés de communes appartenant à des arrondissements différents. Dans le département de la Savoie, c'est le cas du canton de Saint-Pierre-d'Albigny.
Le tableau suivant présente la répartition par arrondissement :
| N° | Canton                  | Albertville               | Chambéry                    | Saint-Jean-de-Maurienne | Total                       |
| -- | ----------------------- | ------------------------- | --------------------------- | ----------------------- | --------------------------- |
| 1  | Aix-les-Bains-1         |                           | 15 + fraction Aix-les-Bains |                         | 15 + fraction Aix-les-Bains |
| 2  | Aix-les-Bains-2         |                           | 2 + fraction Aix-les-Bains  |                         | 2 + fraction Aix-les-Bains  |
| 3  | Albertville-1           | 8 + fraction Albertville  |                             |                         | 8 + fraction Albertville    |
| 4  | Albertville-2           | 14 + fraction Albertville |                             |                         | 14 + fraction Albertville   |
| 5  | Bourg-Saint-Maurice     | 17                        |                             |                         | 17                          |
| 6  | Bugey savoyard          |                           | 32                          |                         | 32                          |
| 7  | Chambéry-1              |                           | 1 + fraction Chambéry       |                         | 1 + fraction Chambéry       |
| 8  | Chambéry-2              |                           | 1 + fraction Chambéry       |                         | 1 + fraction Chambéry       |
| 9  | Chambéry-3              |                           | 1 + fraction Chambéry       |                         | 1 + fraction Chambéry       |
| 10 | Modane                  |                           |                             | 20                      | 20                          |
| 11 | Montmélian              |                           | 29                          |                         | 29                          |
| 12 | La Motte-Servolex       |                           | 8                           |                         | 8                           |
| 13 | Moûtiers                | 26                        |                             |                         | 26                          |
| 14 | Le Pont-de-Beauvoisin   |                           | 27                          |                         | 27                          |
| 15 | La Ravoire              |                           | 5                           |                         | 5                           |
| 16 | Saint-Alban-Leysse      |                           | 24                          |                         | 24                          |
| 17 | Saint-Jean-de-Maurienne |                           |                             | 30                      | 30                          |
| 18 | Saint-Pierre-d'Albigny  |                           | 14                          | 12                      | 26                          |
| 19 | Ugine                   | 16                        |                             |                         | 16                          |
|    |                         | 82                        | 161                         | 62                      | 305                         |

## Liste des cantons par arrondissements avant 2015

### Arrondissement d'Albertville (9 cantons)

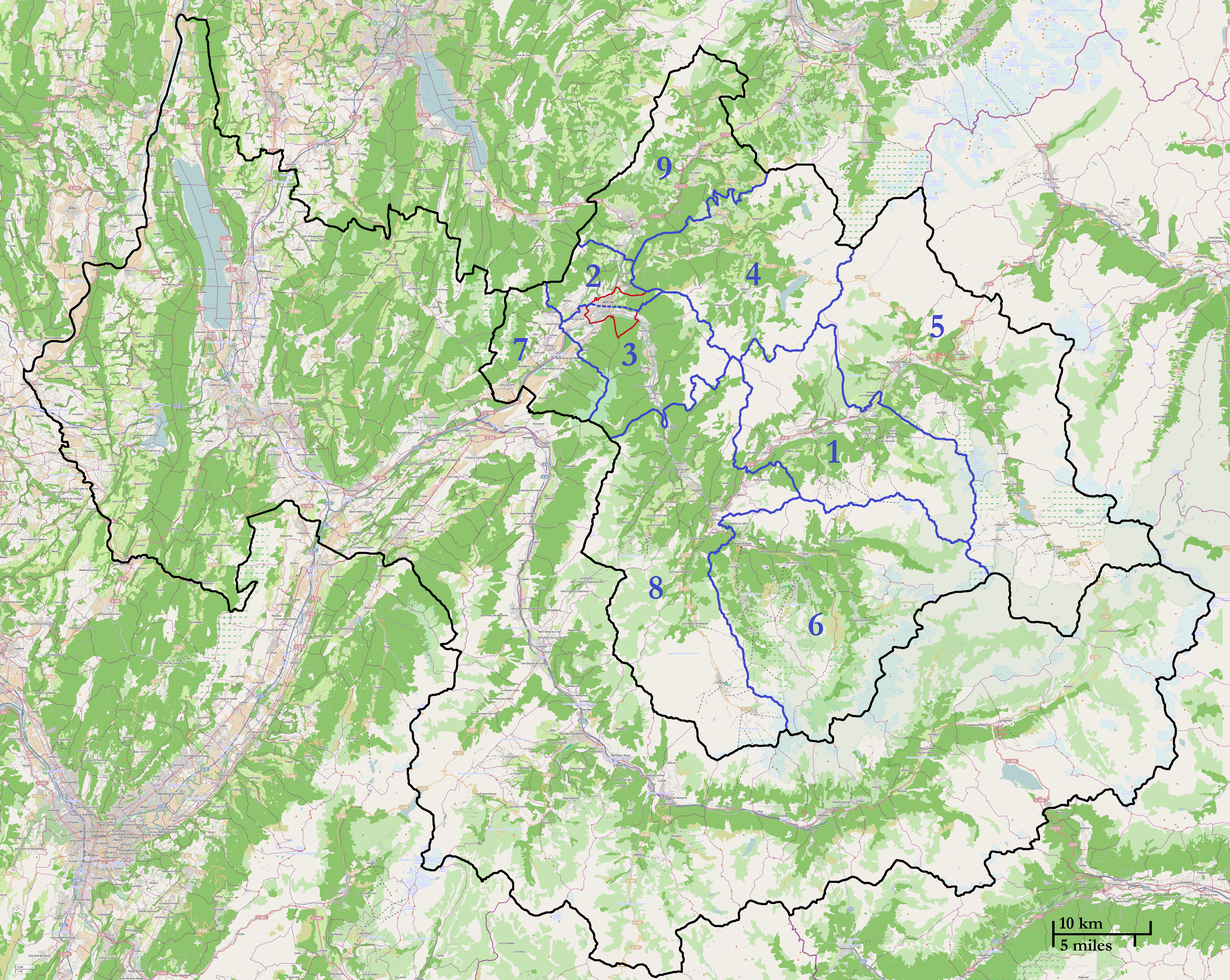
Cantons de l'arrondissement d'Albertville:
1 = Aime • 2 = Albertville-Nord •
3 = Albertville-Sud • 4 = Beaufort-s/-Doron •
5 = Bourg-Saint-Maurice • 6 = Bozel •
7 = Grésy-sur-Isère • 8 = Moûtiers •
9 = Ugine

L'arrondissement d'Albertville est l'arrondissement le plus vaste du département avec 2 466 km2 de superficie. Cet arrondissement englobe notamment toute la vallée de la Tarentaise d'Albertville à Val d'Isère ainsi que le massif du Beaufortain et le val d'Arly, et comprend de vastes zones de moyenne et de haute montagne. Avec 110 638 habitants en 2009, sa densité de population de 45 habitants par km² est de fait relativement faible.
L'arrondissement compte 82 communes réparties dans 9 cantons et son chef-lieu est Albertville, par ailleurs également sous-préfecture du département et elle-même divisée en deux cantons.
- Canton d'Aime (9 communes)
- Canton d'Albertville-Nord (7 communes)
- Canton d'Albertville-Sud (10 communes)
- Canton de Beaufort-sur-Doron (4 communes)
- Canton de Bourg-Saint-Maurice (8 communes)
- Canton de Bozel (10 communes)
- Canton de Grésy-sur-Isère (11 communes)
- Canton de Moûtiers (16 communes)
- Canton d'Ugine (8 communes)

### Arrondissement de Chambéry (22 cantons)
L'arrondissement de Chambéry est l’arrondissement le moins vaste du département avec 1 586 km2 de superficie, mais également le plus peuplé avec une population de 255 672 habitants en 2009, soit plus de la moitié de la population du département. Son territoire couvre notamment la cluse de Chambéry incluant Aix-les-Bains et le lac du Bourget, les massifs des Bauges et de la Chartreuse, la partie sud de la Combe de Savoie, la Chautagne et l’Avant-pays savoyard.

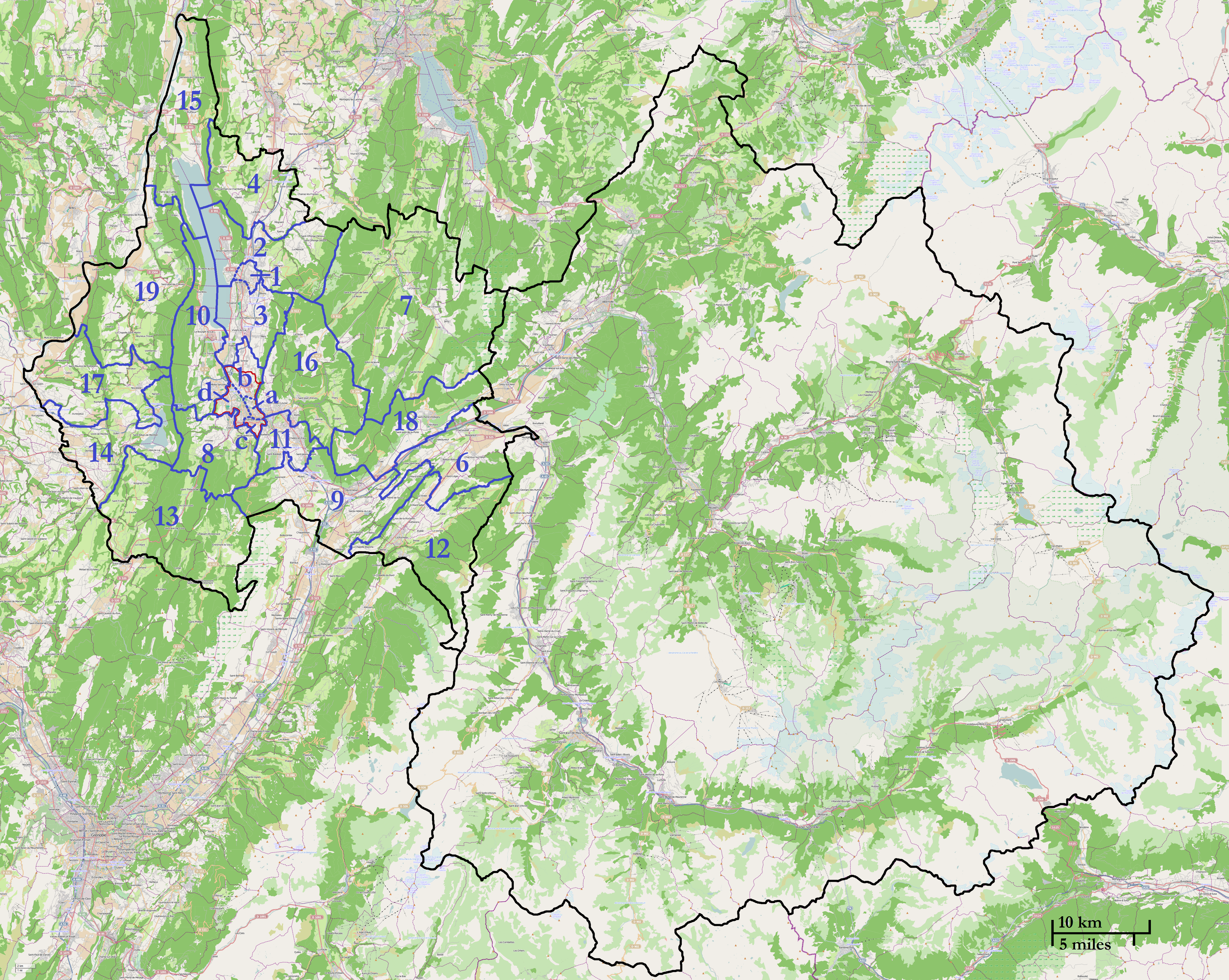
Cantons de l’arrondissement de Chambéry:
1 = Aix-les-Bains-Centre •
2 = Aix-les-Bains-Nord-Grésy •
3 = Aix-les-Bains-Sud • 4 = Albens •
5a = Chambéry-Est •
b = Chambéry-Nord/Sonnaz •
c = Chambéry-Sud •
d = Chambéry Sud/Ouest •
6 = Chamoux-sur-Gelon • 7 = Le Châtelard •
8 = Cognin • 9 = Montmélian •
10 = La Motte-Servolex • 11 = La Ravoire •
12 = La Rochette • 13 = Les Échelles
• 14 = Le Pont-de-Beauvoisin •
15 = Ruffieux • 16 = Saint-Alban-Leysse •
17 = Saint-Genix-sur-Guiers •
18 = Saint-Pierre-d'Albigny • 19 = Yenne

L'arrondissement compte 161 communes réparties dans 22 cantons et son chef-lieu est la commune de Chambéry, également chef-lieu et préfecture du département, et divisée en 4 cantons.
- Canton d'Aix-les-Bains-Centre (1 commune)
- Canton d'Aix-les-Bains-Nord-Grésy (8 communes)
- Canton d'Aix-les-Bains-Sud (7 communes)
- Canton d'Albens (8 communes)
- Canton de Chambéry-Est (1 commune)
- Canton de Chambéry-Nord (2 communes)
- Canton de Chambéry-Sud (1 commune)
- Canton de Chambéry-Sud-Ouest (1 commune)
- Canton de Chamoux-sur-Gelon (10 communes)
- Canton du Châtelard (14 communes)
- Canton de Cognin (6 communes)
- Canton de Montmélian (15 communes)
- Canton de La Motte-Servolex (4 communes)
- Canton de La Ravoire (5 communes)
- Canton de La Rochette (14 communes)
- Canton des Échelles (11 communes)
- Canton du Pont-de-Beauvoisin (12 communes)
- Canton de Ruffieux (8 communes)
- Canton de Saint-Alban-Leysse (9 communes)
- Canton de Saint-Genix-sur-Guiers (10 communes)
- Canton de Saint-Pierre-d'Albigny (5 communes)
- Canton de Yenne (14 communes)

### Arrondissement de Saint-Jean-de-Maurienne (6 cantons)

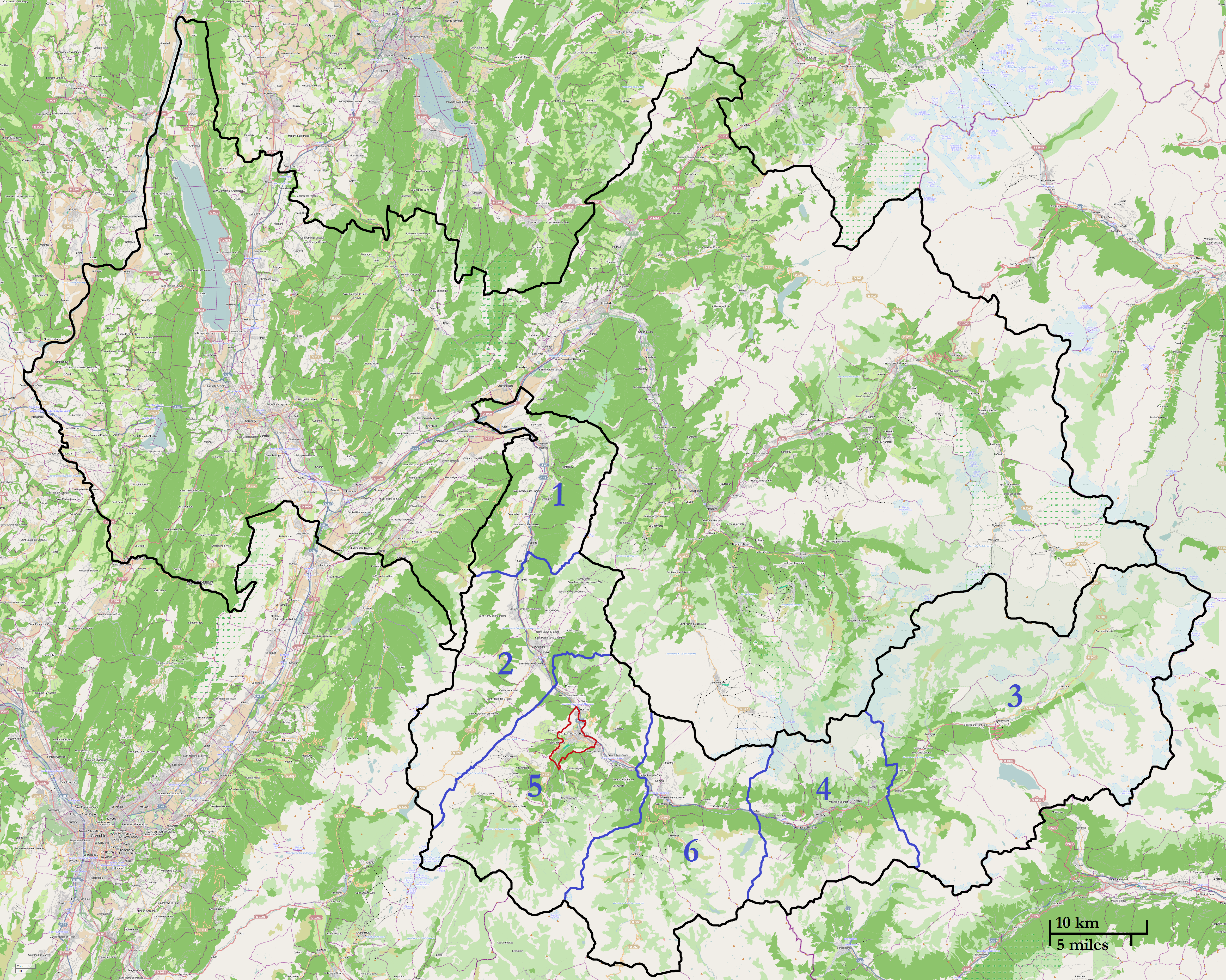
Cantons de l'arr. de Saint-Jean-de-M:
1 = Aiguebelle • 2 = La Chambre •
3 = Lanslebourg-Mont-Cenis • 4 = Modane •
5 = Saint-Jean-de-Maurienne •
6 = Saint-Michel-de-Maurienne

L'arrondissement de Saint-Jean-de-Maurienne est un arrondissement de 1 976 km2 de superficie couvrant la totalité de la vallée de la Maurienne, d'Aiton à Bonneval-sur-Arc. Il est à ce titre, et comme l’arrondissement d'Albertville, composé en quasi-totalité de moyenne et de haute montagne. Il est également l’arrondissement le moins peuplé et le moins densément peuplé du département, avec 44 697 habitants en 2009, soit 23 habitants par km².
L'arrondissement compte 62 communes réparties dans 6 cantons et son chef-lieu est la commune de Saint-Jean-de-Maurienne, par ailleurs sous-préfecture du département.
- Canton d'Aiguebelle (12 communes)
- Canton de La Chambre (14 communes)
- Canton de Lanslebourg-Mont-Cenis (7 communes)
- Canton de Modane (7 communes)
- Canton de Saint-Jean-de-Maurienne (16 communes)
- Canton de Saint-Michel-de-Maurienne (6 communes)